# Lista de vereadores de Euclides da Cunha da 13.ª legislatura
Esta é a lista de vereadores de Euclides da Cunha para a legislatura 1997–2000.

## Vereadores
Estes são os vereadores eleitos nas eleições de 3 de outubro de 1996. Das quinze vagas em disputa, o placar foi de oito para o PFL, dois para o PTB, um para o PL, um para o PMDB, um para o PPB,um para o PSDB e um para o PT.
|    | Nome                                                                          | Partido                                            | Votos | %    | Observações |
| -- | ----------------------------------------------------------------------------- | -------------------------------------------------- | ----- | ---- | ----------- |
| 1  | Jonas Rodrigues de Abreu (Euclides da Cunha, 07.03.1952–)                     | Partido Frente Liberal (PFL)                       | 1.042 | 5,10 |             |
| 2  | Edésio Ferreira Lima Dantas (Euclides da Cunha, 26.05.1955–)                  | Partido da Social Democracia Brasileira (PSDB)     | 1.034 | 5,06 |             |
| 3  | Lenir Maria Mori (Euclides da Cunha, 01.11.1959–)                             | Partido Frente Liberal (PFL)                       | 992   | 4,86 |             |
| 4  | Gilvan Vieira Menezes (Salvador, 21.02.1967–)                                 | Partido dos Trabalhadores (PT)                     | 917   | 4,49 |             |
| 5  | Rejane Canário Pereira (Euclides da Cunha, 22.06.1969–)                       | Partido Progressista Brasileiro (PPB)              | 908   | 4,45 |             |
| 6  | José Dantas Lima (Euclides da Cunha, 04.07.1929–14.10.2019)                   | Partido Frente Liberal (PFL)                       | 819   | 4,01 |             |
| 7  | Bolívar Francisco Alves (1999-2000) (Euclides da Cunha, 05.02.1942–)          | Partido Frente Liberal (PFL)                       | 809   | 3,96 |             |
| 8  | José Bosco Nascimento Rehem (Euclides da Cunha, 28.08.1941–)                  | Partido Frente Liberal (PFL)                       | 802   | 3,93 |             |
| 9  | Martha Terezinha Campos de Abreu (1997-1998) (Euclides da Cunha, 18.05.1958–) | Partido Liberal (PL)                               | 800   | 3,92 |             |
| 10 | Francisco Assis de Melo (Euclides da Cunha, 17.04.1951–)                      | Partido Frente Liberal (PFL)                       | 762   | 3,73 |             |
| 11 | Antenor Dantas de Andrade (–Euclides da Cunha, 08.07.2017)                    | Partido Frente Liberal (PFL)                       | 760   | 3,72 |             |
| 12 | José Wilson Matos Vitor (Euclides da Cunha, 08.03.1960–)                      | Partido Frente Liberal (PFL)                       | 757   | 3,71 |             |
| 13 | José Milton de Abreu (Uauá, 12.09.1948–)                                      | Partido do Movimento Democrático Brasileiro (PMDB) | 749   | 3,67 |             |
| 14 | Antônio Avelino de Santana (Euclides da Cunha, 27.10.1944–)                   | Partido Trabalhista Brasileiro (PTB)               | 575   | 2,81 |             |
| 15 | Hamilton Almeida Torres (Euclides da Cunha, 05.08.1962–)                      | Partido Trabalhista Brasileiro (PTB)               | 475   | 2,33 |             |

## Legenda
| Cor  | Significado          |
| Bege | Presidente da Câmara |
| Azul | Suplente             |

## Composição das bancadas
| Partido | Líder | Bancada | Posição  |
| ------- | ----- | ------- | -------- |
| PFL     |       | 8 / 15  | Governo  |
| PTB     |       | 2 / 15  | Governo  |
| PL      |       | 1 / 15  | Governo  |
| PMDB    |       | 1 / 15  | Oposição |
| PPB     |       | 1 / 15  | Governo  |
| PSDB    |       | 1 / 15  | Oposição |
| PT      |       | 1 / 15  | Oposição |

| Bloco    | Líder | Bancada |
| -------- | ----- | ------- |
| Governo  |       | 12 / 15 |
| Oposição |       | 3 / 15  |